# Farmaci antitiroidei
I farmaci antitiroidei, o più semplicemente antitiroidei, sono una classe di farmaci che viene utilizzata per inibire l'attività della tiroide in pazienti affetti da ipertiroidismo, in particolare in pazienti affetti dalla sindrome di Basedow-Graves.

## Classificazione
Si tratta di sostanze diverse tra loro per provenienza, struttura chimica e meccanismo d'azione. Si suddividono fondamentalmente in tre categorie:
1. sieri antitiroidei (in fase di abbandono)
2. lo iodio e la diiodotirosina: inibiscono il passaggio in circolo degli ormoni tiroidei e vengono usati unicamente in pazienti che devono essere sottoposti a tiroidectomia
3. le tionamidi: agiscono sulla sintesi degli ormoni tiroidei impedendo la trasformazione dello ioduro in iodio libero

I principali antitiroidei sono:
- iodio-131
- ioduri
- ipodato
- metimazolo
- propiltiouracile

## Modalità d'azione
Gli antitiroidei interferiscono con la sintesi, il rilascio o il meccanismo d'azione degli ormoni steroidei.

## Assunzione
Questi farmaci devono essere assunti sotto stretto controllo medico. In linea generale i primi effetti si notano a partire dai 10-14 giorni dall'inizio della terapia, ma la stabilizzazione dei livelli ormonali si otterrà a partire dalle 4-8 settimane.

## Controindicazioni
Generalmente hanno lievi effetti collaterali come:
- leggeri fastidi di stomaco
- mal di testa
- sfoghi cutanei
- prurito
- dolori articolari

In casi rari può verificarsi l'inibizione della produzione dei componenti del sangue, inclusi i globuli bianchi e le piastrine.